# Sebastián de la Cuadra y Llarena
Sebastián de la Cuadra y Llarena, Marquès de Villarías (Muskiz, Biscaia, 19 de gener de 1687 - Madrid, 23 d'abril de 1766) va ser Secretari d'Estat d'Espanya en substitució de José Patiño Rosales durant el regnat de Felip V i cofundador de la Reial Acadèmia de Belles Arts de Sant Ferran en 1744.

## Biografia
Va ser el tercer fill de Simón de la Cuadra y Medrano, síndic general de la comarca d'Encartaciones. El 1700 es va traslladar a Madrid, on va ser protegit del futur secretari d'Estat, José de Grimaldo. Esdevingué l'alcalde de Muskiz l'any 1719, una vila basca explotadora de minerals de ferro i fundicions locals, tenint dues ell mateix, una que ja treballava al segle xv. Però va romandre a Madrid i va ser representat a Muskiz pel seu germà Agustin. Es va fer cavaller de l'Orde de Sant Jaume en 1730 (sig. 2239) i oficial major del secretari d'estat el 1731.
El 1736 es va convertir en Primer Secretari d'Estat, quan va morir José Patiño Rosales. A partir de 1741 també va exercir el control del Departament de Justícia. Durant gran part d'aquest últim període en el càrrec, Espanya es va veure involucrada a la Guerra de l'Orella de Jenkins contra els britànics i la Guerra de Successió Austríaca a Itàlia. Va ser reemplaçat per José de Carvajal y Lancáster el desembre de 1746. Per al seu servei, va ser nomenat Marquès de Villarías pel rei Felip V d'Espanya el 22 de març de 1739, honor concedit a vegades als primers ministres o durant el seu mandat.
Fou cofundador de la Reial Acadèmia de Belles Arts de Sant Ferran el 1744.